# Calculín
Calculín es un personaje de historieta argentino creado por el dibujante y caricaturista hispano-argentino Manuel García Ferré. Al igual que otros de sus personajes como Anteojito, Hijitus y Larguirucho, Calculín divirtió a los niños en las hojas de la revista Anteojito.
Es un niño extremadamente inteligente y estudioso, representado con un genio precoz con un libro abierto sobre su cabeza a modo de cabellera, gafas de aumento y un guardapolvos blanco de escolar argentino. Calculín estaba relacionado con Pi-Pío, y tuvo su propia tira televisiva animada, consistente en microprogramas de carácter didáctico, y su programa El mundo de Calculín, surgido a mediados de los años 70.